# Puerto de LAN
El Puerto de LAN (Local Area Network o LAN por sus siglas en inglés), también conocido como Puerto de Red de Área Local o Puerto RJ45; es básicamente un dispositivo que permite, mediante un cable específico, la conexión y comunicación de dos o más ordenadores para compartir datos entre sí.
Este dispositivo permite tres tipos de conexiones, utilizando para ello el estándar IEEE 802.3:
- 10BASE-T, que funciona transmitiendo datos a 10 megabits por segundos y se representa en los ordenadores como 10 Mbit/s.
- 100BASE-TX, que transmite datos a la velocidad de 100 megabits por segundo (100 Mbit/s).
- 1000BASE-T, el cual permite transmitir datos a 1000 megabits o 1 gigabit por segundo (1 Gbit/s).

Esta última, se le puede conocer cómo Fast Ethernet o Gigabit Ethernet.
- Datos: Q60970311